# Pernille Fischer Christensen
Pernille Fischer Christensen, née le 24 décembre 1969  à Copenhague, est une réalisatrice et scénariste danoise. 

## Filmographie partielle
- 2006 : Soap
- 2008 : Dansen
- 2010 : En familie
- 2014 : Someone you love (En du elsker)
- 2018 : Astrid